# Space Oddity (фільм)
«Space Oddity» — американська науково-фантастична романтична комедія 2022 року, режисування Кіри Седжвік за сценарієм Ребекки Баннер.

## Про фільм
Чоловік намагається застрахуватися, щоб відправитися у подорож на Марс в один кінець. Але закохується.

## Знімались
| Актор             | Роль    |
| ----------------- | ------- |
| Кайл Аллен        | Алекс   |
| Александра Шипп   | Дейзі   |
| Мадлен Брюер      | Ліз     |
| Саймон Гелберг    | Дімітрі |
| Керрі Престон     | Джейн   |
| Кевін Бейкон      | Джефф   |
| Арден Майрін      | Ліза    |
| Крістофер Джексон | Майк    |
| Елфі Вудард       | Олсен   |